# Розендаль
Розендаль (нім. Rosendahl) — сільська громада в Німеччині, знаходиться в землі Північний Рейн-Вестфалія. Підпорядковується адміністративному округу Мюнстер. Входить до складу району Кесфельд.
Площа — 94 км2. Населення становить 10 810 ос. (станом на 31 грудня 2020).